# Stethaprion
Stethaprion és un gènere de peixos de la família dels caràcids i de l'ordre dels caraciformes.

## Taxonomia
- Stethaprion crenatum (Eigenmann, 1916)[2]
- Stethaprion erythrops (Cope, 1870)[3][4][5][6][7][8][9][10]